# West-Eastern Divan Orchestra

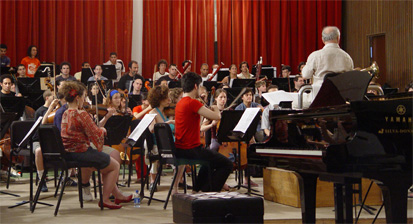
Daniel Barenboim med orkester i Sevilla

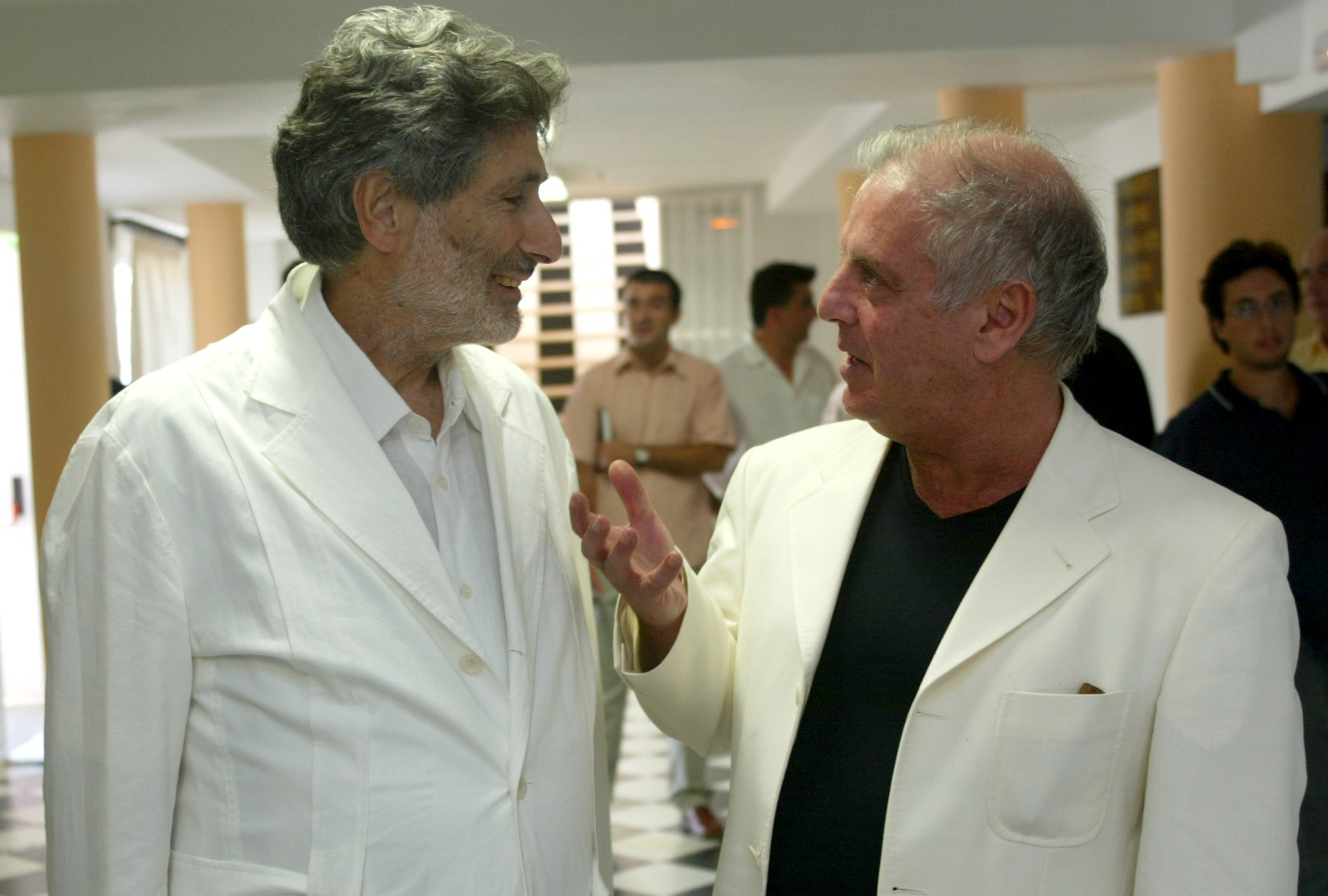
Daniel Barenboim och Edward Said i Sevilla 2002

West-Eastern Divan Orchestra är en symfoniorkester som grundades 1999. Orkestern består av till lika stora delar israeliska och arabiska musiker. Ensemblen bildades av Daniel Barenboim, Edward Said och Bernd Kauffmann som en del av fredsbefrämjande arbete i området. Den turnerar världen runt. 
De båda grundarna delade visionen om en fredlig samexistens mellan folken i Främre Orienten. Namnet kommer från diktsamlingen West-östlichen Divan, till vilken Johann Wolfgang von Goethe blev inspirerad av den persiska poeten Hafez och dennes diktsamling Divan.
Ensemblen bildades 1999 i Weimar i Tyskland inom ramen för projektet Europas kulturhuvudstad och är sammansatt av musiker mellan 14 och 25 års ålder från Egypten, Syrien, Iran, Libanon, Jordanien, Tunisien, Israel, Palestina och Andalusien. Den samlas en gång per år. Efter två arbets- och uppspelningssejourer i Weimar 1999 och 2000 är dess säte idag i Sevilla i Spanien. 
År 2007 fick orkestern priset Praemium Imperiale Grant for Young Artists.

## Utmärkelser
- 2007 Praemium Imperiale Grant for Young Artists
- 2011 Dresdenpriset (Daniel Barenboim för uppbyggandet av West-Eastern Divan Orchestra)